# 南溪乡 (安康市)
南溪乡是中国陕西省安康市汉滨区下辖的一个乡。

## 行政区划
南溪乡下辖以下行政区：
集中村、高阳村、进化村、王岩村、中心村、永丰村、新兴村、郭家河村、飞跃村、东坡村、西坡村、前进村、大明村